# Dunk Island
Dunk Island (il cui nome aborigeno è Coonanglebah) è un'isola continentale, la maggiore del gruppo Family Islands. È situata nel mar dei Coralli lungo la costa del Queensland, in Australia. Si trova nella Rockingham Bay a nord di Hinchinbrook Island e a metà strada tra le città di Cairns e Townsville.
Una grande sezione dell'isola (730 ettari) fa parte del parco nazionale Family Islands National Park che copre 8,69 km². Sull'isola c'è una piccola pista di atterraggio con voli che la collegano a Cairns; un traghetto collega l'isola a Mission Beach.
Le maggiori isole del gruppo Family sono definite da una loro posizione nella "famiglia": Dunk Island è "il padre" (Bedarra "la madre", ecc.).

## Geografia
Dunk Island si trova a 4 km dalla costa australiana all'altezza dei villaggi di Tully e Mission Beach. Il punto più alto dell'isola è il monte Kootaloo (271 m); la superficie è di 9,7 km².
Alcune piccole isole del gruppo Family si trovano vicino alla costa di Dunk: Mound Island (Purtaboi) a nord-ovest; Woln Garin a sud-est;  a sud-ovest, Kumboola e Mung-um-gnackum sono collegate a Dunk Island con maree particolarmente basse.
A sud delle Family Island tra quest'ultime e Hinchinbrook Island si trovano le Brook Islands e Goold Island.

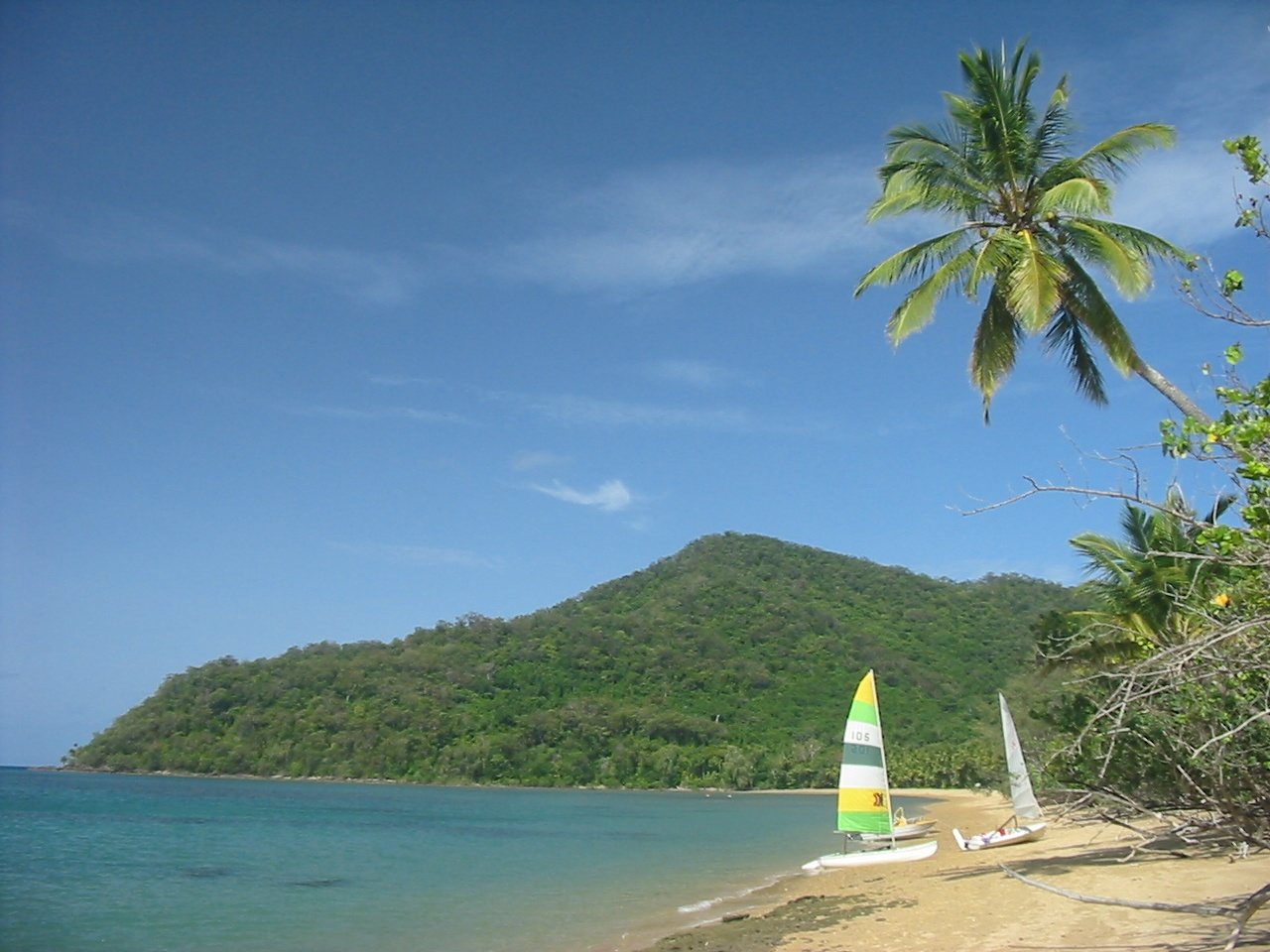
Monte Kootaloo visto da Brammo Bay.

### Fauna
Ci sono oltre 100 specie di uccelli sull'isola di Dunk, compresi uccelli marini rari e a rischio. Durante i mesi estivi, l'isola diventa un sito di riproduzione per Sterninae e Anous. Dunk Island ospita anche rettili come pitoni, Boiga irregularis, Gekkota e Scincidae. Le barriere marginali dell'isola e le acque circostanti ospitano tartarughe marine, dugonghi, coralli, pesci, molluschi e granchi. La piccola Mound Island è chiusa e ne è vietato l'accesso ogni anno da ottobre ad aprile a causa delle sterne crestate che nidificano sull'isola. L'insetto più conosciuto dell'isola Dunk è la farfalla Papilio ulysses (Ulysses butterfly).

## Storia
I popoli Bandjin e Djiru un tempo usavano l'isola come fonte di cibo. I Bandjin erano gente di mare, abitavano l'area che si estende fino a Hinchinbrook Island  e i Djiru, popolo del continente, proveniva dalla zona costiera intorno a Mission Beach. Hanno vissuto in questa zona per decine di migliaia di anni. Prima che l'innalzamento del livello del mare iniziasse circa 8000 anni fa, quella che oggi è la barriera corallina era una pianura costiera nota agli abitanti aborigeni come "paese del (canguro) grigio orientale".
Le isole sono state scoperte l'8 giugno 1770 da James Cook a bordo della HMS Endeavour durante il suo primo viaggio. Cook diede il nome solo all'isola maggiore, Dunk, in onore di George Montagu-Dunk, II conte di Halifax, che era stato Primo lord dell'Ammiragliato britannico (First Lord of the Admiralty) nel 1762.
Gli europei si stabilirono per la prima volta sull'isola nel 1897.  
Dunk Island fu usata dalla Royal Australian Air Force durante la seconda guerra mondiale.  Negli ultimi anni l'isola e le sue strutture sono state colpite dai cicloni Larry e dal devastante Yasi.